# Adetoun Ogunsheye
Felicia Adetoun Omolara Ogunsheye (nhũ danh Banjo; sinh ngày 5 tháng 12 năm 1926) là nữ giáo sư đầu tiên ở Nigeria. Bà là giáo sư thư viện và khoa học thông tin tại Đại học Ibadan.

## Giáo dục và cuộc sống ban đầu
Ogunsheye sinh ngày 5 tháng 12 năm 1926 tại Thành phố Bénin, Nigeria, có cha mẹ từ bang Ogun. Bà là chị gái của Trung tá Victor Banjo và Ademola Banjo. Cô đã học trung học tại trường cao đẳng Queens, trước khi trở thành nữ sinh viên duy nhất tại trường đại học công nghệ Yaba năm 1946. Năm 1948, bà nhận bằng tốt nghiệp, trở thành người phụ nữ đầu tiên tốt nghiệp trường. Bà theo học Đại học Ibadan, sau đó vào Newnham College, Đại học Cambridge, Vương quốc Anh, để học Địa lý về học bổng, kiếm được bằng BA và MA lần lượt vào năm 1952 và 1956; bà trở thành người phụ nữ Nigeria đầu tiên ở đó. Bà đã lấy bằng Thạc sĩ Khoa học Thư viện tại Đại học Simmons, Massachusetts, Hoa Kỳ vào năm 1962.
Bà thành lập Thư viện Trung tâm Tài nguyên Truyền thông Abadina của Đại học Ibadan. Năm 1973, bà trở thành giáo sư tại Đại học Ibadan. Từ năm 1977 đến 1979, bà được bổ nhiệm làm trưởng khoa giáo dục tại cùng một trường đại học. Bà là người phụ nữ đầu tiên trở thành trưởng khoa trong bất kỳ trường đại học Nigeria nào. Bà là cố vấn cho các tổ chức khác nhau, bao gồm Liên đoàn các tổ chức và tổ chức thư viện quốc tế (lFLA); UNESCO; Hiệp hội thư viện quốc tế (IASL); Liên đoàn tài liệu quốc tế (FID); Hội đồng Anh và Ban Thế giới

## Danh hiệu
Bà đã nhận được Ford International Fellow, 1961; người Hớn. DLS của Simmons College, 1969; Giải thưởng cựu sinh viên quốc tế Simmons College, 1979; Học bổng Fulbright dành cho các học giả cao cấp châu Phi, 1980; Thập kỷ của Bằng khen dành cho Phụ nữ về Thành tích Xuất sắc, 1985; Thành viên, Hiệp hội Thư viện Nigeria, 1982 và Học viện Giáo dục Nigeria, 1985; Hớn. Bác sĩ của Thư (D.Litt.) Đại học Maiduguri, 1990; và Hội trường Giáo dục Quốc tế, Nigeria, 2000. Cô cũng giữ danh hiệu lãnh đạo Iyalaje của I1e-Oluji 1982.

## Ấn phẩm
Tác phẩm được trích dẫn nhiều nhất của bà từ Google Scholar là năm 1976 cho UNESCO có tên Thư viện giáo dục tại Đại học Ibadan, Nigeria. Trong một nghiên cứu khác năm 1976 về Tương lai của Giáo dục Thư viện ở Châu Phi, Ogunsheye cho rằng Thư viện Châu Phi cần phải phát minh lại nền tảng của họ từ các bậc thầy thực dân và ghi lại dữ liệu và văn hóa truyền miệng vào hệ thống. Trong một nghiên cứu năm 1979 về Trung tâm tài nguyên truyền thông Abadina (AMRC): Một nghiên cứu tình huống về dịch vụ thư viện cho các trường tiểu học, Ogunsheye đã đánh giá vai trò của Thư viện trong việc trang bị cho người tìm kiếm thông tin ở trường tiểu học. Các tác phẩm khác bao gồm một chuyên luận tự truyện.